# Светско квиз првенство
Светски шампионат у квиз такмичењу (World Quizzing Championship), представља појединачно такмичење које организује Међународна квиз организација у чијем оквиру се налазе разне квиз организације које се разликују од државе до државе. То надметање у квиз знању одржава се годишње почев од 2003. године, сваке године, са тенденцијом пораста и учешћа све већег броја такмичара из различитих држава.
Тренутни шампион за 2011. годину је Ирац Патрик Гибсон који је титулу првака света годину дана раније преузео од Кевина Ешмана из Велике Британије (Гибсон је четврти којем је пошло за руком да освоји милион фунти у британској верзији квиза Желите ли да постанете милионер?.
Прво надметање одржано је 2003. године на стадиону Вила Парк у Бирмингему- Енглеска. На њему је учествовало 50 квизомана који су радили тест знања из опште културе. Победник је тада био Олав Бјортомт. Следеће, 2004. године такмичење је одржано у пет држава истовремено (Енглеска, укључујући и Ирску, затим Белгија у којој су учествовали у Холандски квизомани, Естонија, Индија и Малезија) и на њему је узело учешћа преко 300 квиз такмичара. Такмичари су радили тест од осам страна на којима се налазило по 30 питања на свакој страни из осам области (музика, филм, историја, живот, медији, наука, спорт и свет).
07. јуна 2008. године, одржан је још један шампионат у међународном квиз надметању. Такмичење се одржавало на више од тридесет локација широм света. Такмичење је први пут одржано у Аустралији, Филипинима, Канади, Кини, Бангладешу и Литванији. Нови светски шампион је Британац Марк Бидвеј, који је титулу преузео од Ирца Патрика Гибсона који је ове године заузео четврто место, док је троструки шампион Кевин Ашман био четврти. 
Вицешамион 2008. био је Белгијанац Рони Свигерс, док је најбоље пласирана жена у квиз надметању на светском нивоу била Хрватица Дорјана Широла која је заузела десето место. 
Шесто по реду Светско квиз првенство одржано је 06. јуна 2009. године у 24 државе света на 44 локације. Победник је био успешни енглески квиз играч Кевин Ашман са освојених 177 бодова. Друго место као и претходне године заузео је Белгијанац Рони Свигерс који је имао 174 бода. 

## Светски шампионат у квиз такмичењу у Србији
У Србији је 06. јуна 2009. по први пут одржано Светско квиз првенство. Тестирање се одржало у Земуну у О. Ш. „Мајка Југовића“, а најуспешнији такмичар на њему био је Омер Екић из Крушевца који је имао 94 тачна одговора (од 210 колико је максимално, јер најаслабије урађена област се не урачунава у пласман).
У суботу 5. јуна 2010. године у О. Ш. „Ђура Јакшић“ у Перлезу одржано је 8. по реду Светско квиз првенство на којем је учествовало 40 такмичара из Србије. Победник са 92 тачна одговора био је Омер Екић из Крушевца.
У суботу 4. јуна 2011. године у просторијама Градске библиотеке у Панчеву одржано је по трећи пут у Србији Светско квиз првенство. Међу 30 такмичара који су се окупили у Панчеву, учествовали су скоро сви најјачи такмичари из Србије и квиз-шампион из Македоније, Зоран Јорданов. Победник је по трећи пут заредом са 117 тачних одговора био Омер Екић из Крушевца.
Занимљиво је да је Слободан Цветановић заузео прво место на свету у категорији такмичара старијих од 70 година.
2. јуна 2012. године је у О. Ш. „Ђура Јакшић“ Перлезу одржано четврто Светско квиз првенство у Србији, а десето укупно. Овога пута се Омер Екић није такмичио па није могао да брани титулу. Међу 35 такмичара, најбољи је био Ацо Брајковић са 124 поена, друго место је освојио Веселин Секулић са 120 поена а трећи је био Тодор Милак са 117 поена. Слободан Цветановић је одбранио титулу у категорији старијих од 70 година, освојивши 91 поен. Жарко Стевановић је освојио друго место у категорији млађих од 20 година а Ацо Брајковић је освојио осмо место у категорији млађих од 30 година.
1. јуна 2013. године је у економској школи "Светозар Милетић" у Новом Саду по пети пут одржано Светско првенство у квизу. Такмичари из Србије су постигли изузетне резултате. Шампион Бојан Лукић је освојио 18. место у генералном пласману, другопласирани Ацо Брајковић је 21., а трећепласирани Веселин Секулић 41. Овога пута је Жарко Стевановић освојио титулу светског шампиона у категорији млађих од 20 година. У категорији млађих од 30 година Александар Дивовић је освојио шесто место, Жарко Стевановић осмо а Вања Томашев десето. Милица Јокановић је са 108 поена освојила четврто место у женској конкуренцији. Миодраг Петровић је освојио осмо, а Живорад Драгичевић десето место у категорији старијих од 60 година. По трећи пут, титулу је у категорији старијих од 70 година освојио Слободан Цветановић.

## Листа досадашњих победника
- 2003  Олав Бјортомт
- 2004  Кевин Ашман
- 2005  Кевин Ашман
- 2006  Кевин Ашман
- 2007  Патрик Гибсон
- 2008  Марк Бидвеј
- 2009  Кевин Ашман
- 2010  Патрик Гибсон
- 2011  Патрик Гибсон
- 2012  Џеси Хани
- 2013  Патрик Гибсон

## Ранг листа такмичара из Србије на Светском квиз првенству за 2013.
1. Бојан Лукић - 142
2. Ацо Брајковић - 140
3. Веселин Секулић - 128
4. Тодор Милак - 123
5. Александар Дивовић - 123
6. Жарко Стевановић - 119
7. Жељко Грошета - 117
8. Вања Томашев - 114
9. Душан Ивановић - 113
10. Владимир Крнач - 112

Најбоље пласирана жена у Србији са 108 тачних одговора била је Милица Јокановић, која је заузела 13. место.